# Istorps landskommun
Istorps landskommun var en tidigare kommun i dåvarande Älvsborgs län.

## Administrativ historik
Kommunen inrättades i Istorps socken i Marks härad i Västergötland när 1862 års kommunalförordningar trädde i kraft. Vid kommunreformen 1952 uppgick den i Horreds landskommun som 1971 gick upp i nybildade Marks kommun.

## Politik

### Mandatfördelning i Istorps landskommun 1938-1946
| 4 | 9 | 5 |

| 18 |

| 3 | 9 | 1 | 5 |

| 18 |

| 4 | 10 | 4 |

| 17 |